# Maesa arborea
Maesa arborea är en viveväxtart som beskrevs av Ridley. Maesa arborea ingår i släktet Maesa och familjen viveväxter. Inga underarter finns listade i Catalogue of Life.